# Oedignatha tricuspidata
Espèce
Oedignatha tricuspidata est une espèce d'araignées aranéomorphes de la famille des Liocranidae.

## Distribution
Cette espèce est endémique d'Inde.

## Description
La carapace du mâle holotype mesure 1,85 mm de long sur 1,52 mm et l'abdomen 1,9 mm de long sur 1,35 mm.

## Publication originale
- Reimoser, 1934 : Araneae aus Süd-Indien. Revue suisse de Zoologie, vol. 41, p. 465-511 (texte intégral).